# 椭圆嗜蓝孢孔菌
椭圆嗜蓝孢孔菌（学名：Phellinus ellipsoideus）是属于锈革孔菌科木層孔菌屬的多孔菌。
椭圆嗜蓝孢孔菌是北京林业大学的崔宝凯与戴玉成於2006年在福建万木林自然保护区发现的。研究表明其子实体有多样的甾类化合物，因而可能有较好的药理活性。福建中北部地区将其当作桑黄来使用。
2010年戴玉成在海南的海拔958米的原始林中发现了一株生长于热带树木托盘青冈（Cyclobalanopsis patelliformis）倒木下方的椭圆嗜蓝孢孔菌子实体，已生长20年，长度超过10米，重量超过500千克。含有多达4.5亿个孢子。其外形很长，呈棕色，宽约86厘米、厚约5厘米。为世界上最大的真菌子实体  。